# Phyla
Phyla es un género de plantas fanerógamas pertenecientes a la familia de las verbenáceas, nativo de las regiones tropicales y subtropicales del globo. Incluye 70 especies

## Especies seleccionadas
- Phyla betulifolia (Kunth) Greene (1899).,
- Phyla caespitosa (Rusby) Moldenke (1937).
- Phyla canescens (Kunth) Greene (1899).
- Phyla nodiflora (L.) Greene (1899).

## Sinonimia
- Platonia Raf. (1808).
- Diototheca Raf. (1817).
- Panope Raf. (1837).
- Piarimula Raf. (1837), nom. illeg.
- Cryptocalyx Benth. (1839).[2]